# Rashi Singh
Rashi Singh (Hindi राशि सिंह; * 5. Januar 1999 in Bhilai) ist eine indische Schauspielerin.

## Leben und Karriere
Singh wurde am 5. Januar 1999 in Bhilai geboren. Vor ihrer Schauspielkarriere arbeitete sie als Flugbegleiterin. Ihr Debüt gab sie 2021 in dem Film Sahsi. Anschließend war sie 2023 in Prem Kumar zu sehen. Im selben Jahr trat sie in der Serie Papam Pasivadu auf. 2024 bekam sie in dem Film Bhoothaddam Bhaskar Narayana eine Hauptrolle. Unter anderem spielte Singh in Prasanna Vadanam mit.

## Filmografie
- 2021: Sahsi (Spielfilm)
- 2023: Prem Kumar (Spielfilm)
- 2023: Papam Pasivadu (Fernsehserie)
- 2024: Bhoothaddam Bhaskar Narayana (Spielfilm)
- 2024: Prasanna Vadanam (Spielfilm)